# Pretorià
Pretorià (en llatí Praetorianus) va ser un rang romà donat inicialment als que havien exèrcit el càrrec de pretor que després va passar a ser només un títol. El nom es va donar també a cada membre de la guàrdia pretoriana de l'emperador a partir d'August, que la va crear.
Els pretorians eren inicialment els membres de tropes seleccionades especialment que servien al pretor o a un general de l'exèrcit (Praetoria Cohortes) i existien des del temps de Publi Corneli Escipió Africà Major, encara que ja abans altres generals van tenir un cos de guàrdies escollits. Durant les guerres civils el nombre de cohorts pretorianes es va augmentar. August els va convertir en un cos separat format per nou o deu cohorts, amb mil homes cadascuna, reclutats tots només a Itàlia inicialment, però aviat van començar els reclutaments al Nòric, Macedònia i Hispània. August va deixar tres cohorts a la capital i va distribuir la resta per altres ciutats italianes. Però Tiberi els va reunir tots a Roma i els va instal·lar en un campament fortificat, anomenat castra praetoria o castra praetorianorum. Amb Vitel·li van augmentar a 16 cohorts.
Els pretorians tenien paga doble i altres privilegis; servien durant dotze anys i al final rebien vint mil sestercis; tots els pretorians eren equivalents a centurions. Els pretorians, conscients de la seva força, ven proclamar i deposar emperadors i fins i tot els més poderosos els van haver de tenir en compte i els feien un donatiu al pujar al tron. A la mort de Pèrtinax els pretorians van posar el tron a subhasta que va guanyar Didi Julià. Poc després va pujar al tron Septimi Sever i en va decretar la dissolució com a càstig per la mort de Pèrtinax, però de fet uns nous pretorians els van substituir i el seu nombre es va multiplicar per quatre. El reclutament es va començar a fer entre els millors soldats de les legions a les fronteres.
Dioclecià en va reduir el nombre i va abolir els seus privilegis; la seva funció de custòdia de l'emperador es va acabar (els pretorians eren a Roma però l'emperador ja no hi residia). Maxenci els va tornar a augmentar però va ser derrotat per Constantí I el Gran l'any 312. Constantí els va suprimir, va destruir el seu quarter general, excepte la part exterior que formava part de la Muralla Aureliana, i els que no havien mort en la batalla els va dispersar entre les legions. L'emperador va crear un cos nou amb els domestici (cavallers o infants sota dos comes) i els protectores.